# Benaocaz
Benaocaz ist eine Gemeinde in der Provinz Cádiz der spanischen autonomen Gemeinschaft Andalusien, die auf einer Höhe von 793 msnm mitten im Naturpark Sierra de Grazalema liegt. Sie ist ein beliebtes Ausflugsziel für Wanderer. Der Ort liegt 78 Kilometer von Jerez de la Frontera entfernt, 113 Kilometer nordöstlich der Provinzhauptstadt Cádiz und zählt 754 Einwohner (Stand: 2024).

## Sehenswürdigkeiten
- Pfarrkirche San Pedro (auf Resten einer Moschee erbaut, Renaissance-Stil)
- Ermita de San Blas (die Kapelle wurde 1716 erbaut und 1924 erneuert)
- Rathaus (das zweigeschossige Gebäude wurde im 18. Jahrhundert im Barockstil erbaut)
- Ecomuseo Histórico (seit 1999 kann man sich im historischen Ökomuseum über die Geschichte der Region informieren. Jeder der fünf Säle widmet sich einem Zeitabschnitt)
- Calzada Romana, eine alte Römerstraße, die nach Ubrique führt und in der Antike die Ortschaften Ocuri und Lacilbula verband

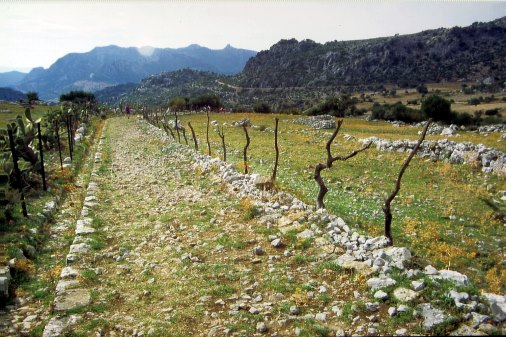
Römerstraße (Calzada Romana)